# Savoia-Marchetti S.62
Die Savoia-Marchetti SM.62 war ein Flugboot des italienischen Herstellers Savoia-Marchetti aus der Mitte der 1920er Jahre. Das Flugzeug wurde als Aufklärer, Bombenflugzeug und auch für zivile Zwecke eingesetzt. Die SM.62 wurde in mehr als acht Länder exportiert, wobei die UdSSR und Spanien ab 1932 die SM.62 in Lizenz herstellten.

## Geschichte
Der Prototyp der SM.62 wurde 1926 zum ersten Mal mit dem Isotta Fraschini Asso 500 Motor mit 510 PS, der auf einen Druckpropeller wirkte, erprobt. Nachdem Verbesserungswünsche der Regia Aeronautica, wie ein zweiter Bordschütze und höhere Nutzlast, umgesetzt waren, wurde die Maschine zuerst in Aufklärungsgeschwadern eingeführt. Eine verbesserte Version SM.62bis wurde dann mit einem Isotta Fraschini POA 1 Asso 750 Motor mit 750 PS ausgerüstet und ging in Serie. Die SM.62bis wurde nach Portugal, Argentinien, Rumänien, Griechenland und in die Türkei exportiert.
Im Jahr 1928 baute Savoia-Marchetti eine kleine Anzahl von 29 zivilen Flugbooten mit der Bezeichnung SM.62P, einige davon mit geschlossener Kabine für die Besatzung und vier Fluggäste. Die UdSSR erwarb 1930 eine Lizenz für die SM.62 und stellte ab 1933 unter der Bezeichnung MBR-4 22 Exemplare her. Diese wurden hauptsächlich über dem Schwarzen Meer sowie über der Ostsee eingesetzt. Bei der MBR-4 traten jedoch Probleme mit dem Tank auf, der nicht voll genutzt werden konnte. Die Maschinen wurden 1936 an die Flugschule in Sewastopol weiter gegeben.
Die USA schafften einige MDB-4 für ihren Küstenschutz an, die durch die Consolidated PBY Catalina ersetzt wurden. Spanien stellte insgesamt 25 SM.62bis her, die für die Seeaufklärung und als Verbindungsflugzeug verwendet wurden. Im Spanischen Bürgerkrieg wurden die Maschinen bei der republikanischen Luftwaffe als Bomber und Seeaufklärer eingesetzt. Japan kaufte 1932 eine SM.62bis und testete diese Version als Verbindungs- und Wassertransportflugzeug.

## Konstruktion
Die SM.62 ähnelte in der konstruktiven Auslegung sowie in der Antriebstechnik der S.58. Die Verbesserungen, die man in den Vorgängermodellen S.56 bis S.59 eingeführt hatte, wurden hier bereits in den Ausgangsentwurf eingebunden. Wie bei den Vorgängern wurden die Tragflächen verstärkt und der Motor über dem Rumpf auf einem Gestell aus aerodynamisch verkleideten Rohren gelagert. Erwähnenswert ist das verbesserte Leitwerk und Querruder an der oberen Tragfläche.
Die Außenhaut der SM.62bis bestand aus 4 mm dickem Sperrholz, das mit 4 bis 90 mm starken Sperrholzleisten und Kupfernieten an besonders beanspruchten Stellen verstärkt wurde. Zwischen dem Rumpf und den Verstärkungen wurde eine dreilagige, imprägnierte Leinwand eingezogen, die für die Dichtheit sorgen sollte. Oberhalb der Wasserlinie wurde ein wasserdichter Lack verwendet, um die Dichtheit zu gewährleisten. Die Tragflächen der SM.62bis wurden aus Holz hergestellt, das an den belasteten Stellen mit Stahl verstärkt wurde. Die SM-62bis hatte die Möglichkeit, mit einem Radfahrwerk ausgerüstet zu werden. Die in der UdSSR hergestellte MDB-4 Version wurde im Winter mit einem Kufenfahrwerk geflogen.
Die ersten in Italien gefertigten SM.62 waren noch mit dem Isotta Fraschini Asso Motor mit 510 PS ausgestattet. Die SM.62bis hatte einen Isotta Fraschini Asso Motor mit 750 PS und die spanische Version der SM.62bis flog mit einem Hispano-Suiza 12-l-Motor mit 600 PS. Die SM.62bis hatte fünf Rumpftreibstofftanks, der Treibstoff wurde so aufgeteilt, dass jeder der Tanks ausfallen konnte, ohne dass die Flugfähigkeit der SM.62 dadurch beeinflusst wurde.
Die Bewaffnung der italienischen SM.62bis waren zwei Breda 7,7-mm-Maschinengewehre, die vom Navigator und Mechaniker bedient wurden. Alle SM.62bis konnten bis zu acht 50-kg-Bomben mitführen. Die rumänischen und japanischen SM.62bis hatten MGs von Vickers (.303) und die UdSSR-Version hatte zwei SKAS 7,7 mm MGs als Bewaffnung.

## Nutzer
Königreich Italien
 Japan
 Rumänien
 Spanien
 Sowjetunion
 Portugal
 Argentinien
 Griechenland
 Türkei

## Technische Daten
| Kenngröße             | SM.62bis                                                | MBR-4                                         |
| --------------------- | ------------------------------------------------------- | --------------------------------------------- |
| Land                  | Italien / Spanien                                       | UdSSR                                         |
| Baujahr               | 1930                                                    | 1933                                          |
| Besatzung             | 3 militärisch 2 Piloten und 4 Passagiere zivil          | 3                                             |
| Länge                 | 12,26 m                                                 | 12,26 m                                       |
| Spannweite            | 16,6 m                                                  | 16,6 m                                        |
| Höhe                  | 4,19 m                                                  | 4,19 m                                        |
| Flügelfläche          | 69,62 m²                                                | 69,62 m²                                      |
| Tragflächenbelastung  | 59 kg/m²                                                | 62 kg/m²                                      |
| Leistungsgewicht      | 5,5 kg/PS                                               | 5,7 kg/PS                                     |
| Leermasse             | 2640 kg                                                 | 2840 kg                                       |
| Startmasse            | 4100 kg                                                 | 4300 kg                                       |
| Antrieb               | ein Isotta Fraschini Asso mit 750 PS (552 kW)           | ein Isotta Fraschini Asso mit 750 PS (552 kW) |
| Reisegeschwindigkeit  | 180 km/h                                                | 180 km/h                                      |
| Höchstgeschwindigkeit | 225 km/h                                                | 220 km/h                                      |
| Landegeschwindigkeit  | 90 km/h                                                 | 90 km/h                                       |
| Gipfelhöhe            | 4000 m                                                  | 4300 m                                        |
| max. Flugdauer        | 4 h                                                     | 4 h                                           |
| Reichweite            | 920 km                                                  | 900 km                                        |
| Bewaffnung            | zwei 7,7 mm Breda MGs (.303in) bis zu acht 50 kg Bomben | zwei 7,7 mm SKAS MGs bis zu acht 50 kg Bomben |

## Versionen
| Version          | Beschreibung                                                                                        | Baujahr |
| ---------------- | --------------------------------------------------------------------------------------------------- | ------- |
| SM.62 Prototyp   | Ein Prototyp mit einem Isotta Fraschini Asso Motor mit 510 PS                                       | 1926    |
| SM.62            | erste Militärserie mit einem Isotta Fraschini Asso Motor mit 510 PS                                 | 1926    |
| SM.62bis         | verbesserte Militärversion mit einem Isotta Fraschini Asso Motor mit 750 PS                         | 1927    |
| SM.62bis Spanien | spanische Lizenzproduktion der SM.62bis mit einem Hispano-Suiza 12-L Motor mit 600 PS               | 1930    |
| SM.62P           | Zivilvariante mit geschlossener Kabine für zwei Piloten und vier Passagiere                         | 1928    |
| MBR-4            | Lizenzversion der SM.62 von der UdSSR hergestellt, mit einem Isotta Fraschini Asso Motor mit 750 PS | 1933    |

## Bilder
- SM.62bis auf airwar.ru
- SM.62bis airwar.ru
- MDB-4 Bild auf ctrl-c.liu.se
- Risszeichnung der SM.62bis auf airwar.ru